# Аквератина (Фиренца)
Аквератина (итал. Acqueratina) је насеље у Италији у округу Фиренца, региону Тоскана.
Према процени из 2011. у насељу је живело 42 становника. Насеље се налази на надморској висини од 28 м.